# Croix de cimetière de Broons-sur-Vilaine
La croix de cimetière de Broons-sur-Vilaine est une croix monumentale située dans le cimetière de l'église de Broons-sur-Vilaine, ancienne commune et actuel village sur la commune de Châteaubourg, dans le département français d'Ille-et-Vilaine, région Bretagne.

## Historique
La croix date du XVIe siècle et fait l’objet d’une inscription au titre des monuments historiques depuis le 25 février 1946.

## Description et architecture
Cette croix est en granit. Elle comporte un fût octogonal légèrement tronconique, sur une base carrée, avec un socle en pierre. La croix porte un christ sculpté.